# Сражение при Нью-Хоуп-Чёрч
Сражение при Нью-Хоуп-Чёрч (англ. Battle of New Hope Church) одно из сражений Атлантской кампании американской гражданской войны, которое проходило 25 и 26 мая 1864 года к северо-востоку от города Даллас и было первым из серии сражений на рубеже реки Пампкинвайн-крик, который иногда собирательно именуют сражением при Далласе. Федеральный XX корпус генерала Хукера продвигался в сторону Далласа но по ошибке уклонился к востоку и вышел к позициям корпуса Джона Белла Худа. Хукер послал в наступление дивизию Альфеуса Уильмса, но её атака была отбита. После этой неудачи генерал Шерман отправил корпус Ховарда в обход правого фланга Худа, что привело к сражению при Пикеттс-Милл 27 мая.